# Eleonora de Aquitania
Eleonora de Aquitania (în franceză Éléonore de Guyenne; n. 1122, Bordeaux, Ducatul Aquitaniei – d. 1 aprilie 1204, Poitiers, Poitou-Charentes, Franța) a fost una dintre cele mai longevive și puternice femei din Europa în timpul Evului Mediu. A moștenit de la tatăl ei ducatul de Aquitania. A fost regină consoartă a Franței (1137–1152) și regină consoartă a Angliei (1154–1189). A fost membră a Casei de Poitiers.

## Viața timpurie
Nu se cunoaște cu exactitate data și locul nașterii Eleonorei. Un arbore genealogic al familiei ei de la sfârșitul secolului al XIII-lea arată că avea 13 ani în primăvara anului 1137. Unele cronici au menționat un jurământ de fidelitate al unor lorzi ai Aquitaniei cu ocazia împlinirii a 14 ani ai Eleonorei în 1136. E aproape sigur că părinții ei s-au căsătorit în 1121. E posibil ca nașterea ei să fi avut loc la Poitiers, Bordeaux sau Nieul-sur-l'Autise, unde mama ei a murit când Eleonor avea 6 sau 8 ani.
Eleonora sau Aliénor a fost primul din cei trei copii ai ducelui William al X-lea de Aquitania și ai soției sale, Aenor de Châtellerault. Aenor a fost fiica vicontelui Aimeric I de Châtellerault și a soției sale, Dangereuse, care a fost și metresa ducelui William al IX-lea de Aquitania. Căsătoria părinților ei a fost organizată de către Dangereuse și bunicul ei patern, Trubadurul.
Eleonora a fost numită după mama ei Aenor și numită Aliénor, din latinescul alia Aenor, adică altă Aenor. A devenit Eléanor în langues d'oïl (nordul Franței) și Eleanor  în engleză. Mai există și însă o Eleonore anterioară: Eleonora din Normandia, mătușa lui William Cuceritorul, care a trăit cu un secol mai devreme decât Eleonora de Aquitania.
Deși limba ei nativă eradialectul poitevin, ea a învățat să citească și să scrie în latină, a învățat bine muzică și literatură, a învățat să călărească și să vâneze. Eleonora a fost extrovertită, plină de viață, inteligentă, puternică și cu voință. În primăvara anului 1130, când Eleonora avea șase ani, fratele ei în vârstă de patru ani, William Aigret, și mama lor au murit la castelul din Talmont, pe coasta atlantică a Aquitania. Eleonora a devenit moștenitoarea prezumptivă a teritoriilor tatălui ei. Ducatul Aquitania era cea mai mare și mai bogată provincie din Franța; Poitou (unde Eleonora și-a petrecut mare parte a copilăriei) și Aquitania împreună reprezentau aproape o treime din dimensiunea Franței modere. Eleonora a mai avut o singură soră legitimă, o soră mai mică numită Aelith care însă a fost întotdeauna cunoscută drept Petronilla. Frații ei vitregi, William și Joscelin, au fost recunoscuți de William al X-lea ca fiii lui însă nu și ca moștenitorii lui.
După moartea tatălui ei, Eleonora în vârstă de 15 ani a devenit Ducesă de Aquitania și printre cele mai eligibile moștenitoare din Europa. Pe patul de moarte, tatăl ei a dictat un testament numindu-l pe regele Ludovic al VI-lea al Franței tutorele ei.  William a solicitat regelui să aibă grijă atât de domenii cât și de găsirea unui soț potrivit pentru ducesă.
Regele, bucuros de moartea unuia dintre vasalii săi cei mai puternici și având disponibilitate asupra celui mai bun ducat din Franța, a decis să-și căsătorească moștenitorul cu ducesa ca să aducă Aquitania coroanei franceze, crescând astfel foarte mult puterea și proeminența Franței și a Capeților.

## Prima căsătorie

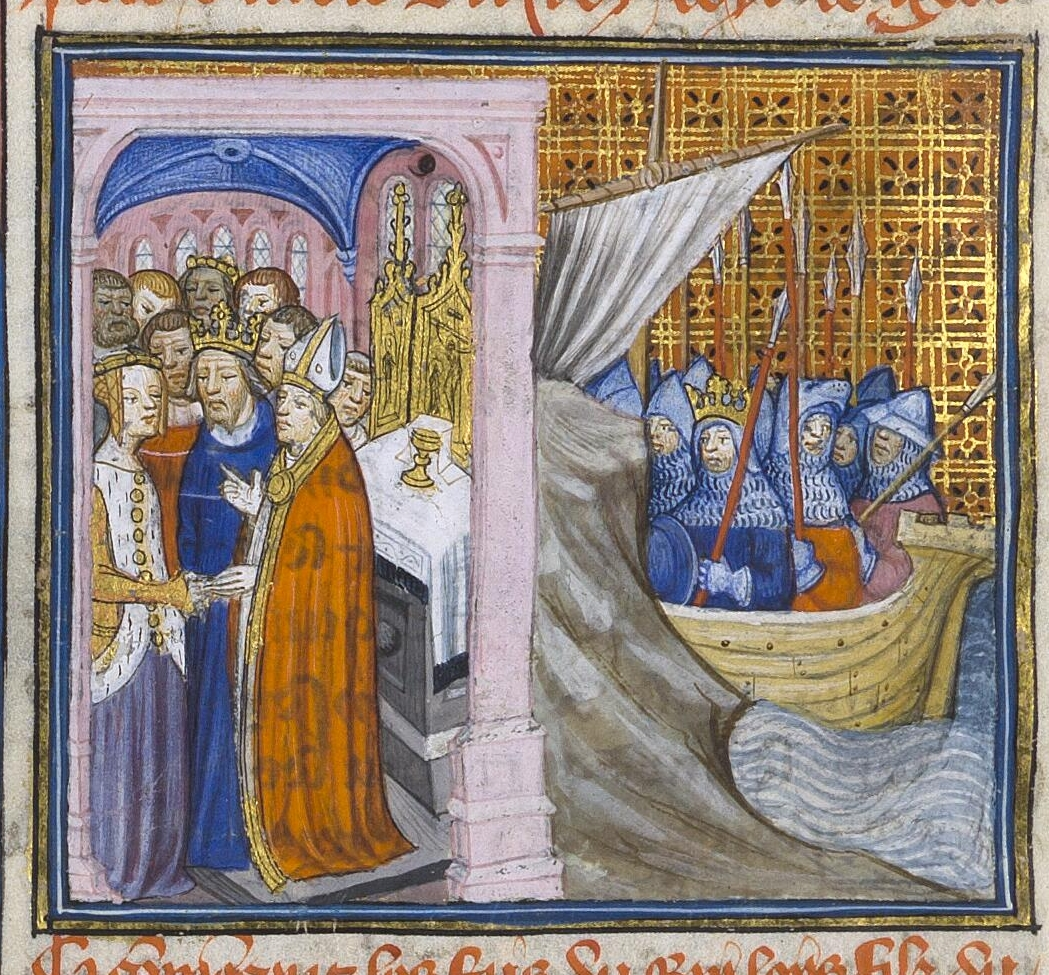
(scenă stânga) reprezentare din secolul al XIV-lea a nunții dintre Ludovic și Eleonora; (scenă dreapta) reprezentare a lui Ludovic plecând în cruciadă.

La 25 iulie 1137 cuplul a fost căsătorit la catedrala Saint-André din Bordeaux de arhiepiscopul de Bordeaux. Ea i-a dăruit lui Ludovic drept cadou de nuntă un vas din cuarț care există și astăzi (la Luvru). Ludovic a dăruit vasul bisericii Saint Denis.
Domnia lui Ludovic ca Duce de Aquitania și Conte de Poitou a durat doar câteva zile. La 1 august, regele Ludovic al VI-lea a murit de dizenterie; Ludovic a devenit rege al Franței sub numele Ludovic al VII-lea. El și Eleonora au fost încoronați ca rege și regină în ziua de Crăciun în același an.

### Conflict

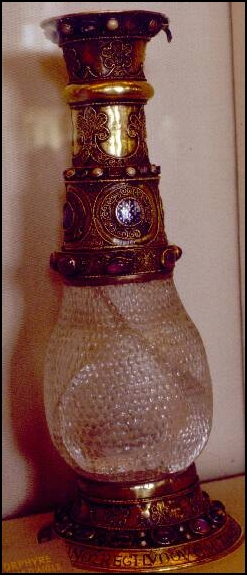
Bunicul Eleonoraei, William al IX-lea de Aquitania, i-a dat acest vas de cuarț, pe care ea i l-a dăruit lui Ludovic ca dar de nuntă. Mai târziu el l-a donat bisericii Saint-Denis. Acesta este singurul artefact cunoscut al Eleonoraei care a dăinuit.

Deși Ludovic era un om pios, curând el a intrat într-un conflict violent cu Papa Inocențiu al II-lea. În 1141, arhiepiscopia de Bourges a devenit vacantă și regele l-a desemnat candidat pe sfătuitorul său, Cadurc, dând vot de veto candidatului Pierre de la Chatre care a fost ales de canoanele Bourges și hirotonit de către Papă. Papa, reamintindu-și  încercările lui William al X-lea de a-i exila pe susținătorii din Poitou ai lui Inocențiu și de a-i înlocui cu preoții loiali lui însuși, a dat vina pe Eleonora, spunând că Ludovic era doar un copil căruia trebuia să i se prede manierele. Indignat, Ludovic a jurat pe relicve că atât timp cât el va trăit, Pierre nu va intra în Bourges. Pierre de la Chatre a primit refugiu de la Theobald al II-lea, conte de Champagne.
Ludovic s-a implicat într-un război cu contele Theobald de Champagne permițându-i lui Raoul I, conte de Vermandois și postelnic al Franței s-o repudieze pe soția lui, Eléonore de Blois, sora lui Theobald și să se căsătorească cu Petronilla de Aquitania, sora Eleonorei. Eleonora i-a cerut lui Ludovic să susțină căsătoria nelegitimă a surorii ei cu  Raoul de Vermandois. Champagne l-a jignit pe Ludovic situându-se de partea Papei în disputa Bourges. Războiul a durat doi ani (1142-1144) și s-a încheiat cu ocuparea Champagne de către armata regală. Ludovic s-a implicat personal în atac și în arderea orașului Vitry. Mai mult de o mie de oameni care au căutat refugiu în biserică au murit în flăcări.
Îngrozit și dorind să pună capăt războiului, Ludovic a încercat să facă pace cu Theobald în schimbul sprijinirii căsătoriei dintre Raoul și Petronilla. Pacea a durat suficient timp cât să permită teritoriilor lui Theobald să fie restaurate. Apoi Ludovic a revenit în Champagne și l-a mai devastat o dată.
În iunie 1144, regele și regina au vizitat noua biserică monahală Saint-Denis. În timp ce se aflau acolo, regina s-a întâlnit cu Bernard de Clairvaux căruia i-a cerut să ajute la ridicarea excomunicării Petronillei și a lui Raoul folosind influența lui asupra Papei; în schimb, regele Ludovic urma să facă concesii în Champagne și să-l recunoască pe Pierre de la Chatre ca arhiepiscop de Bourges. Consternat de atitudinea ei, Bernard a certat-o pentru lipsa ei de penitență și interferența ei în materie de stat. Ca răspuns, Eleonora și-a scuzat comportamentul prin amărăciunea de a nu avea copii. Bernard a devenit mai amabil față de ea: "Copila mea, cauta acele lucruri care duc la pace. Încetați să-l stârniți pe rege împotriva Bisericii și îndemnați-l spre o cale mai bună de urmat. Dacă îmi promiteți că faceți acest lucru, eu vă promit în schimb că am să mă rog ca Domnul să aibă milă și să vă acorde urmași."
În câteva săptămâni pacea a revenit în Franța: provinciile lui Theobald i-au fost returnate și Pierre de la Chatre a fost instalat ca arhiepiscop de Bourges. În aprilie 1145, Eleonora a dat naștere unei fiice, Maria.
Cu toate acestea, Ludovic încă simțindu-se vinovat de masacrul de la Vitry-le-Brûlé, și-a dorit să facă un pelerinaj în Țara Sfântă pentru ispășirea păcatelor sale. În toamna anului 1145, Papa Eugenius i-a solicitat lui Ludovic să conducă o cruciadă în Orientul Mijlociu pentru a salva Comitatul de Edessa de la un dezastru. În consecință, Ludovic și-a declarat intenția sa de a merge la cruciadă în ziua de Crăciun a anului 1145, la Bourges.

## Cruciada
Eleonora a insistat să participe la Cruciadă ca lider feudal al soldaților din ducatul ei. Din momentul în care cruciații au intrat în Asia Mică, Cruciada a mers prost. Regele și regina erau încă optimiști - împăratul bizantin le-a spus că regele german Conrad a câștigat o mare victorie împotriva unei armate turcești (atunci când, de fapt, armata germană a fost masacrată). În timp ce campau lângă Niceea, rămășițe ale armatei germane, inclusiv regele german Conrad au trecut pe lângă tabăra franceză aducând vestea dezastrului lor. Francezii, împreună cu ceea ce a mai rămas din germani, au început să mărșăluiască în mod dezorganizat spre Antiohia.